# 七帶無線鰨
七帶無線鰨為輻鰭魚綱鰈形目鰨亞目舌鰨科的其中一種，為深海魚類，分布於斯里蘭卡、安達曼群島、菲律賓海域，棲息深度216-497公尺，體長可達10公分，棲息在底層水域，生活習性不明。

## 扩展阅读
維基物種上的相關：七帶無線鰨